# Wólka Horyszowska
Wólka Horyszowska – wieś w Polsce położona w województwie lubelskim, w powiecie zamojskim, w gminie Sitno.
W latach 1975–1998 miejscowość administracyjnie należała do województwa zamojskiego.
Wieś jest sołectwem w gminie Sitno. Według Narodowego Spisu Powszechnego z roku 2011 wieś liczyła 80 mieszkańców. 
Wierni Kościoła rzymskokatolickiego należą do parafii Podwyższenia Krzyża Świętego w Horyszowie Polskim.